# Dwikozy (gemeente)
De gemeente Dwikozy is een landgemeente in het Poolse woiwodschap Święty Krzyż, in powiat Sandomierski.
De zetel van de gemeente is in Dwikozy.
Op 30 juni 2004 telde de gemeente 9173 inwoners.

## Oppervlakte gegevens
In 2002 bedroeg de totale oppervlakte van gemeente Dwikozy 84,79 km², waarvan:
- agrarisch gebied: 83%
- bossen: 6%

De gemeente beslaat 12,54% van de totale oppervlakte van de powiat.

## Demografie
Stand op 30 juni 2004:
| Omschrijving                   | Totaal | Totaal | Vrouwen | Vrouwen | Mannen | Mannen |
| ------------------------------ | ------ | ------ | ------- | ------- | ------ | ------ |
| eenheid                        | aantal | %      | aantal  | %       | aantal | %      |
| inwoners                       | 9173   | 100    | 4698    | 51,2    | 4475   | 48,8   |
| bevolkingsdichtheid (inw./km²) | 108,2  | 108,2  | 55,4    | 55,4    | 52,8   | 52,8   |

In 2002 bedroeg het gemiddelde inkomen per inwoner 1290,07 zł.

## Administratieve plaatsen (sołectwo)
Bożydar, Buczek, Czermin, Dwikozy, Gałkowice, Gierlachów, Góry Wysokie, Kamień Łukawski, Kępa Chwałowska, Kolonia Gałkowice, Mściów, Nowe Kichary, Nowy Garbów, Nowy Kamień, Romanówka, Rzeczyca Mokra, Rzeczyca Sucha, Słupcza, Stare Kichary, Stary Garbów, Szczytniki, Winiarki, Winiary.

## Aangrenzende gemeenten
Gorzyce, Obrazów, Radomyśl nad Sanem, Sandomierz, Wilczyce, Zawichost